# Who the Hell Is Edgar?
Who the Hell Is Edgar? ist ein Lied des österreichischen Duos Teya & Salena. Mit dem Titel vertraten die beiden Sängerinnen Österreich beim Eurovision Song Contest 2023 in Liverpool.

## Hintergrund
Der Song wurde von Teodora Špirić und Selina-Maria Edbauer mit Ronald Janeček und Pele Loriano in einem Songwriting-Camp in Tschechien geschrieben und von Janeček und Loriano produziert. Es handelt sich um einen schnellen Fun-Popsong, der überwiegend aus Synthesizerklängen besteht. Der Song wurde auch als „eine überdrehte Indie-Version von P!nk meets T.A.T.u. gepaart mit sakralen Chören“ beschrieben. In ihm singen die Protagonistinnen darüber, dass der Geist von Edgar Allan Poe Besitz von ihnen ergriffen hätte und durch sie ein lyrisches Meisterwerk entstehen lassen möchte, aber etwa nicht ihre Miete bezahlen würde. Zugleich werden im Refrain Wortspiele mit dem Namen von Poe gemacht. Allerdings geht es mehr um den Prozess des Songwritings an sich:

„Es hat damit angefangen, dass wir vermitteln wollten, wie es sich anfühlt, wenn ein guter Song entsteht. Manchmal geht die Kreativität durch einen durch, so als wäre man von einem Geist besessen. Wir wollten in dem Song aber auch unsere persönlichen Erfahrungen als Songwriterinnen verpacken. Es fühlt sich oft so an, als müsse man sich immer wieder beweisen, um ernst genommen zu werden. Dadurch, dass wir Edgar Allan Poe als den tatsächlichen Schreiber des Songs darstellen, wollen wir Aufmerksamkeit auf diesen Teil des Musikbusiness leiten. Es ist Satire.“

 Im Song sind demzufolge auch einige satirische Anspielungen auf die Musikindustrie eingeflochten. So taucht etwa mehrmals die Zahl 0,003 auf, die Anzahl an Euros, die Musikschaffende pro Stream auf Spotify erhalten. Außerdem ist im Song die Rede davon, dass die Sängerinnen Champagner ausgeben – allerdings nur den von der Tankstelle.
Who the Hell Is Edgar? wurde offiziell am 8. März 2023 veröffentlicht, war allerdings zuvor in Form von Teasern bereits im Internet zu hören. Der Song wurde in einer internen Auswahl bestimmt.

## Musikvideo
Das Musikvideo wurde ebenfalls in dem Songwriting-Camp in Tschechien gedreht und zeigt die Sängerinnen, wie sie in einem Büro, einem Führungskräftemeeting sowie in der Tiefgarage des Bürogebäudes verschiedene Tanzperformances mit den Mitarbeitern und Chefs initiieren.

## Beim Eurovision Song Contest
Österreich nahm mit dem Titel am 67. Eurovision Song Contest teil, der vom 9. bis 13. Mai 2023 stattfand. Who the Hell Is Edgar? wurde dem zweiten Halbfinale zugelost, startete dort an 13. Stelle von 16 Teilnehmern und erreichte mit 137 Punkten den zweiten Platz. Mit der Startnummer 1 im Finale erhielt der Song 104 Punkte von der Jury, 16 Punkte von den Zuschauern und erreichte damit den 15. Platz.

## Rezeption
Der Song erhielt positive Kritiken. Karl Fluch vom Standard schrieb, selten habe ein heimischer Song-Contest-Beitrag in den letzten Jahren weniger peinlich gewirkt. Mark Beamont vom Independent hält es trotz einer „meisterhaft verschmitzten Anspielung auf Spotifys Cent-pro-Stream-Rate“ für „unwahrscheinlich, dass Poe viel Einfluss auf Texte wie ‚his brain is in my hand and it's moving really fast‘ hatte“. Nach der Einschätzung von Callum Rowe brächten Teya & Salena das Einreichen selbstreferentieller Musik beim Wettbewerb auf eine neue Ebene, ohne dabei auf die Musik und die Komposition zu vergessen.

Vor dem Finale wurde der Titel von Buchmachern auf Rang 9 der potenziellen Gewinner des Wettbewerbs geführt. i bezeichnete ihn als Fan-Favoriten, dessen Einzug ins Finale keine Überraschung gewesen sei. Das Lied stieg in Österreich, dem Vereinigten Königreich, Litauen, den Niederlanden, Finnland, Griechenland, Island, Irland und Schweden kurzzeitig in die Charts ein.
| ChartsChartplatzierungen     | Höchstplatzierung | Wochen |
| ---------------------------- | ----------------- | ------ |
| Österreich (Ö3)              | 4 (2 Wo.)         | 2      |
| Vereinigtes Königreich (OCC) | 48 (1 Wo.)        | 1      |